# Wonder Boy III: Monster Lair
Wonder Boy III: Monster Lair (ワンダーボーイIII モンスター・レアー?, Wandā Bōi Surī: Monsutā Reā) è un videogioco a piattaforme che diventa uno sparatutto aereo nella seconda parte di ogni livello.
Sviluppato dalla Westone Bit Entertainment, è stato pubblicato dalla SEGA nel 1988 come videogioco arcade.
È il terzo capitolo della serie Wonder Boy e l'ultimo per arcade, con protagonisti nuovi: il fanciullo guerriero Leo (chiamato Adam in alcune versioni) e la principessina Purapril. Si può giocare in singolo o in doppio, non alternati ma in cooperazione: il giocatore 1 controlla Leo, il giocatore 2 Purapril. Nel 1989 è stato pubblicato in Giappone un riadattamento per PC Engine.
Nel 1990 è uscita anche la versione per Sega Mega Drive, contenente soltanto nove livelli anziché quattordici (il gioco era stato ridimensionato a causa delle capacità di memoria delle cartucce in uso in quegli anni).

## Livelli e boss
- Livello 1: Uroconda (pesce)
- Livello 2: Garamanda (serpente)
- Livello 3: Gomorin (pipistrello)
- Livello 4: alveare, poi Royal Mama (ape regina)
- Livello 5★: Gairaru (teschio)
- Livello 6★: Sunglar (mostro semi-invisibile)
- Livello 7: Icerego (Yeti di ghiaccio)
- Livello 8: Saboteria (cactus)
- Livello 9★: Dranken (vampiro)
- Livello 10: Mashalot (fungo)
- Livello 11: Taramba (granchio)
- Livello 12★: Demondran (orco alato)
- Livello 13★: Armor King (armatura robotizzata)
- Livello 14: Fake Book (bambino alieno: entra in scena cavalcando un drago, High Baroom, che dovrà essere eliminato per primo, dopodiché si avrà lo scontro finale con Fake Book, trasformatosi in mostro fiammeggiante)

★ Livelli esclusi nella versione Mega Drive.

## Colonna sonora
Le musiche sono di Shinichi Sakamoto.